# Seven de Montevideo 2020
El World Rugby Sevens Montevideo 2020 fue la segunda y última etapa del Challenger Series 2020.
Se disputó del 22 al 23 de febrero en el Estadio Charrúa de Montevideo, Uruguay.

## Equipos participantes
| - Uganda - Zimbabue - Hong Kong - Japón - Alemania - Italia - Portugal - Jamaica - México Invitado | - Papúa Nueva Guinea - Tonga - Brasil - Chile - Colombia Invitado - Paraguay Invitado - Uruguay |

## Resultados

### Fase de grupos

#### Grupo A
| Pos | Países             | Pts | Partidos | Partidos | Partidos | Partidos | Tantos | Tantos | Tantos |
| Pos | Países             | Pts | J        | G        | E        | P        | PF     | PC     | DP     |
| --- | ------------------ | --- | -------- | -------- | -------- | -------- | ------ | ------ | ------ |
| 1   | Alemania           | 9   | 3        | 3        | 0        | 0        | 88     | 27     | +61    |
| 2   | Uruguay            | 7   | 3        | 2        | 0        | 1        | 70     | 41     | +29    |
| 3   | México             | 5   | 3        | 1        | 0        | 2        | 29     | 84     | -55    |
| 4   | Papúa Nueva Guinea | 3   | 3        | 0        | 0        | 3        | 32     | 67     | -35    |

|  | Avanza a cuartos de final campeonato. |

| 22 de febrero de 2020, 13:15 | Papúa Nueva Guinea | 10 - 26 | Uruguay | Estadio Charrúa, Montevideo |  |

| 22 de febrero de 2020, 13:37 | Alemania | 38 - 7 | México | Estadio Charrúa, Montevideo |  |

| 22 de febrero de 2020, 16:41 | Papúa Nueva Guinea | 12 - 17 | México | Estadio Charrúa, Montevideo |  |

| 22 de febrero de 2020, 17:03 | Alemania | 26 - 10 | Uruguay | Estadio Charrúa, Montevideo |  |

| 22 de febrero de 2020, 20:12 | Uruguay | 34 - 5 | México | Estadio Charrúa, Montevideo |  |

| 22 de febrero de 2020, 20:40 | Alemania | 24 - 10 | Papúa Nueva Guinea | Estadio Charrúa, Montevideo |  |

#### Grupo B
| Pos | Países    | Pts | Partidos | Partidos | Partidos | Partidos | Tantos | Tantos | Tantos |
| Pos | Países    | Pts | J        | G        | E        | P        | PF     | PC     | DP     |
| --- | --------- | --- | -------- | -------- | -------- | -------- | ------ | ------ | ------ |
| 1   | Hong Kong | 9   | 3        | 3        | 0        | 0        | 110    | 24     | +86    |
| 2   | Jamaica   | 7   | 3        | 2        | 0        | 1        | 55     | 41     | +14    |
| 3   | Uganda    | 5   | 3        | 1        | 0        | 2        | 31     | 70     | -39    |
| 4   | Brasil    | 3   | 3        | 0        | 0        | 3        | 27     | 98     | -71    |

|  | Avanza a cuartos de final campeonato. |

| 22 de febrero de 2020, 12:31 | Uganda | 0 - 10 | Jamaica | Estadio Charrúa, Montevideo |  |

| 22 de febrero de 2020, 12:53 | Hong Kong | 41 - 5 | Brasil | Estadio Charrúa, Montevideo |  |

| 22 de febrero de 2020, 15:57 | Uganda | 19 - 12 | Brasil | Estadio Charrúa, Montevideo |  |

| 22 de febrero de 2020, 16:19 | Hong Kong | 31 - 7 | Jamaica | Estadio Charrúa, Montevideo |  |

| 22 de febrero de 2020, 19:18 | Jamaica | 38 - 10 | Brasil | Estadio Charrúa, Montevideo |  |

| 22 de febrero de 2020, 19:45 | Hong Kong | 38 - 12 | Uganda | Estadio Charrúa, Montevideo |  |

#### Grupo C
| Pos | Países   | Pts | Partidos | Partidos | Partidos | Partidos | Tantos | Tantos | Tantos |
| Pos | Países   | Pts | J        | G        | E        | P        | PF     | PC     | DP     |
| --- | -------- | --- | -------- | -------- | -------- | -------- | ------ | ------ | ------ |
| 1   | Japón    | 9   | 3        | 3        | 0        | 0        | 123    | 29     | +94    |
| 2   | Italia   | 7   | 3        | 2        | 0        | 1        | 94     | 57     | +37    |
| 3   | Zimbabue | 5   | 2        | 1        | 0        | 2        | 55     | 73     | -18    |
| 4   | Paraguay | 3   | 3        | 0        | 0        | 3        | 36     | 149    | -113   |

|  | Avanza a cuartos de final campeonato. |

| 22 de febrero de 2020, 11:47 | Zimbabue | 12 - 35 | Italia | Estadio Charrúa, Montevideo |  |

| 22 de febrero de 2020, 12:09 | Japón | 71 - 5 | Paraguay | Estadio Charrúa, Montevideo |  |

| 22 de febrero de 2020, 15:03 | Zimbabue | 31 - 12 | Paraguay | Estadio Charrúa, Montevideo |  |

| 22 de febrero de 2020, 15:25 | Japón | 26 - 12 | Italia | Estadio Charrúa, Montevideo |  |

| 22 de febrero de 2020, 18:19 | Italia | 47 - 19 | Paraguay | Estadio Charrúa, Montevideo |  |

| 22 de febrero de 2020, 18:41 | Japón | 26 - 12 | Zimbabue | Estadio Charrúa, Montevideo |  |

#### Grupo D
| Pos | Países   | Pts | Partidos | Partidos | Partidos | Partidos | Tantos | Tantos | Tantos |
| Pos | Países   | Pts | J        | G        | E        | P        | PF     | PC     | DP     |
| --- | -------- | --- | -------- | -------- | -------- | -------- | ------ | ------ | ------ |
| 1   | Tonga    | 9   | 3        | 3        | 0        | 0        | 73     | 38     | +35    |
| 2   | Chile    | 7   | 3        | 2        | 0        | 1        | 55     | 39     | +16    |
| 3   | Portugal | 5   | 3        | 1        | 0        | 2        | 48     | 47     | +1     |
| 4   | Colombia | 3   | 3        | 0        | 0        | 3        | 48     | 100    | -52    |

|  | Avanza a cuartos de final campeonato. |

| 22 de febrero de 2020, 11:03 | Tonga | 14 - 7 | Portugal | Estadio Charrúa, Montevideo |  |

| 22 de febrero de 2020, 11:25 | Chile | 29 - 10 | Colombia | Estadio Charrúa, Montevideo |  |

| 22 de febrero de 2020, 14:19 | Tonga | 40 - 19 | Colombia | Estadio Charrúa, Montevideo |  |

| 22 de febrero de 2020, 14:41 | Chile | 14 - 10 | Portugal | Estadio Charrúa, Montevideo |  |

| 22 de febrero de 2020, 17:35 | Portugal | 31 - 19 | Colombia | Estadio Charrúa, Montevideo |  |

| 22 de febrero de 2020, 17:57 | Chile | 12 - 19 | Tonga | Estadio Charrúa, Montevideo |  |

### Etapa eliminatoria

#### Cuartos de final  9° puesto
| 23 de febrero de 2020, 11:33 | México | 17 - 24 | Colombia | Estadio Charrúa, Montevideo |  |

| 23 de febrero de 2020, 11:56 | Zimbabue | 21 - 15 | Brasil | Estadio Charrúa, Montevideo |  |

| 23 de febrero de 2020, 12:19 | Portugal | 17 - 19 | Papúa Nueva Guinea | Estadio Charrúa, Montevideo |  |

| 23 de febrero de 2020, 12:42 | Uganda | 56 - 7 | Paraguay | Estadio Charrúa, Montevideo |  |

#### Cuartos de final Campeonato
| 23 de febrero de 2020, 13:15 | Alemania | 12 - 17 | Chile | Estadio Charrúa, Montevideo |  |

| 23 de febrero de 2020, 13:38 | Japón | 32 - 0 | Jamaica | Estadio Charrúa, Montevideo |  |

| 23 de febrero de 2020, 14:01 | Tonga | 7 - 27 | Uruguay | Estadio Charrúa, Montevideo |  |

| 23 de febrero de 2020, 14:24 | Hong Kong | 17 - 14 | Italia | Estadio Charrúa, Montevideo |  |

#### Semifinal 13° puesto
| 23 de febrero de 2020, 14:57 | México | 22 - 0 | Brasil | Estadio Charrúa, Montevideo |  |

| 23 de febrero de 2020, 15:20 | Portugal | 26 - 10 | Paraguay | Estadio Charrúa, Montevideo |  |

#### Semifinal 9° puesto
| 23 de febrero de 2020, 15:43 | Colombia | 17 - 33 | Zimbabue | Estadio Charrúa, Montevideo |  |

| 23 de febrero de 2020, 16:06 | Papúa Nueva Guinea | 19 - 22 | Uganda | Estadio Charrúa, Montevideo |  |

#### Semifinal 5° puesto
| 23 de febrero de 2020, 16:39 | Alemania | 40 - 5 | Jamaica | Estadio Charrúa, Montevideo |  |

| 23 de febrero de 2020, 17:02 | Tonga | 15 - 26 | Italia | Estadio Charrúa, Montevideo |  |

#### Semifinal Campeonato
| 23 de febrero de 2020, 17:25 | Chile | 10 - 31 | Japón | Estadio Charrúa, Montevideo |  |

| 23 de febrero de 2020, 17:48 | Uruguay | 12 - 0 | Hong Kong | Estadio Charrúa, Montevideo |  |

#### Partido por el 13° puesto
| 23 de febrero de 2020, 18:11 | México | 7 - 30 | Portugal | Estadio Charrúa, Montevideo |  |

#### Partido por el 9° puesto
| 23 de febrero de 2020, 19:03 | Zimbabue | 24 - 26 | Uganda | Estadio Charrúa, Montevideo |  |

#### Partido por el 5° puesto
| 23 de febrero de 2020, 19:28 | Alemania | 19 - 10 | Italia | Estadio Charrúa, Montevideo |  |

#### Final de Bronce
| 23 de febrero de 2020, 19:54 | Chile | 7 - 12 | Hong Kong | Estadio Charrúa, Montevideo |  |

#### Final de Oro
| 23 de febrero de 2020, 20:23 | Japón | 5 - 0 | Uruguay | Estadio Charrúa, Montevideo |  |

| Bandera de Japón         |
| Campeón Japón            |
| 1.er título del circuito |

## Posiciones finales
| Pos               | Equipo             |
| ----------------- | ------------------ |
| Medalla de oro    | Japón              |
| Medalla de plata  | Uruguay            |
| Medalla de bronce | Hong Kong          |
| 4                 | Chile              |
| 5                 | Alemania           |
| 6                 | Italia             |
| 7                 | Tonga              |
| 8                 | Jamaica            |
| 9                 | Uganda             |
| 10                | Zimbabue           |
| 11                | Papúa Nueva Guinea |
| 12                | Colombia           |
| 13                | Portugal           |
| 14                | México             |
| 15                | Brasil             |
| 16                | Paraguay           |